# Archoleptoneta stridulans
Archoleptoneta stridulans là một loài nhện trong họ Leptonetidae.
Loài này thuộc chi Archoleptoneta. Archoleptoneta stridulans được Norman I. Platnick miêu tả năm 1994.